# Caenocrypticus penrithae
Caenocrypticus penrithae is een keversoort uit de familie zwartlijven (Tenebrionidae). De wetenschappelijke naam van de soort is voor het eerst geldig gepubliceerd in 1996 door Doyen.